# 마쓰다이라 노리사토
마쓰다이라 노리사토(松平乗邑)는 에도 시대 중기의 다이묘이다. 히젠 가라쓰번 제3대 번주, 시마 도바 번주, 이세 가메야마 번주, 야마시로 요도번주, 시모사 사쿠라번 초대 번주를 지냈다. 요도 번주 시절 노중을 역임하였다. 오규 마쓰다이라 가 종가(大給松平家宗家) 제10대 당주. 생애 5명(도쿠가와 쓰나요시, 이에노부, 이에쓰구, 요시무네, 이에시게)의 쇼군을 모셨다.

## 같이 보기
- 죄형법정주의

| 전임 마쓰다이라 노리하루 | 제10대 오규 마쓰다이라 종가 당주 1690년 ~ 1745년 | 후임 마쓰다이라 노리스케 |

| 전임 마쓰다이라 노리하루 | 제3대 가라쓰번 번주 (오규 마쓰다이라 가문) 1690년 ~ 1691년 | 후임 도이 도시마스 |

| 전임 도이 도시마스 | 도바 번 번주 (오규 마쓰다이라 가문) 1691년 ~ 1710년 | 후임 이타쿠라 시게하루 |

| 전임 이타쿠라 시게하루 | 이세 가메야마 번 번주 (오규 마쓰다이라 가문) 1710년 ~ 1717년 | 후임 이타쿠라 시게하루 |

| 전임 마쓰다이라 미쓰치카 | 요도번 번주 (오규 마쓰다이라 가문) 1717년 ~ 1723년 | 후임 이나바 마사토모 |

| 전임 이나바 마사토모 | 제1대 사쿠라번 번주 (오규 마쓰다이라 가문, 재봉) 1723년 ~ 1745년 | 후임 마쓰다이라 노리스케 |

| 전임 안도 노부토모 | 제22대 오사카 조다이 1722년 ~ 1723년 | 후임 사카이 다다오토 |